# Ханс Зал (награда)
Международната литературна награда „Ханс Зал“ (на немски: Hans-Sahl-Preis) е учредена през 1995 г. от Писателското сдружение на Федерална република Германия – Форум за литература и политика.
В духа на писателя-емиграннт Ханс Зал с наградата се удостояват партийно и политически независими автори с антитоталитарни и либерални убеждения, чието цялостно творчество „се застъпва за свободата на словото и се разграничава от всякаква идеология“.
Наградата е в размер на 10 000 €.

## Носители на наградата
- 1995: Ханс Йоахим Шедлих
- 1996: Гюнтер Кунерт
- 1997: Аня Лундхолм
- 1998: Едгар Хилзенрат
- 1999: Юрген Фукс (посмъртно)
- 2000: Хенрик Березка
- 2001: Райнер Кунце
- 2002: Имре Кертес
- 2003: Вацлав Хавел